# Языки Багамских Островов
Языки Багамских Островов — языки, распространённые на территории более чем 30 обитаемых островов, принадлежащих этому государству.

## Языки
- Английский язык
- Багамский креольский язык

## Статус языков
Английский язык является официальным языком Содружества Багамских островов. На английском языке написаны многие уличные знаки, ведутся новости, даже заказ в ресторанах можно оформить на английском. Однако, несмотря на то, что большая часть населения английский знает, говорит всё же на Багамском английском языке, который представляет собой смесь Королевской дикции, африканских влияний и островного говора. Среди иммигрантов с Гаити в ходу особый креольский язык на французской основе.